# Per Rinaldo
Per Rinaldo även kallad för Barnet är en svensk sångare, musikproducent och standupkomiker från Stockholm.
Han bildade metalbandet Skitarg år 2005   och även medlem i andra band som The Ugly, Fridge och soloprojekt, vid sidan om håller han på med ståuppkomik och har turnerat på några klubbar. 
Per studerade musik på Kungliga Musikhögskolan i Stockholm.

## Diskografi (urval)
Med Skitarg
- 2010 – Skitarg
- 2011 – Den hårdaste jäveln
- 2014 – Tarmageddon [3]
- 2017 - Los Pulkerz

Med The Ugly
- 2006 – Diggin' Graves (Demo)
- 2008 – Slaves to the Decay
- 2015 – Decreation
- 2018 – Thanatology